# Араданский сельсовет
Араданский сельсовет - сельское поселение в Ермаковском районе Красноярского края.
Административный центр - посёлок Арадан.

## Население
| 2010 | 2012 | 2013 | 2014 | 2015 | 2016 | 2017 |
| ---- | ---- | ---- | ---- | ---- | ---- | ---- |
| 285  | ↘276 | ↗282 | ↗283 | ↗292 | ↘286 | ↗294 |

## Состав сельского поселения
В состав сельского поселения входят 2 населённых пункта:
| № | Населённый пункт | Тип населённого пункта          | Население |
| - | ---------------- | ------------------------------- | --------- |
| 1 | Арадан           | посёлок, административный центр | ↗278      |
| 2 | Маральский       | посёлок                         | 7         |

## Местное самоуправление
Араданский сельский Совет депутатов
Дата избрания: март 2010 года. Срок полномочий: 5 лет. Количество депутатов: 7
Глава муниципального образования
- Кузьмина Надежда Ивановна. Дата избрания: март 2010 года. Срок полномочий: 5 лет